# East New York

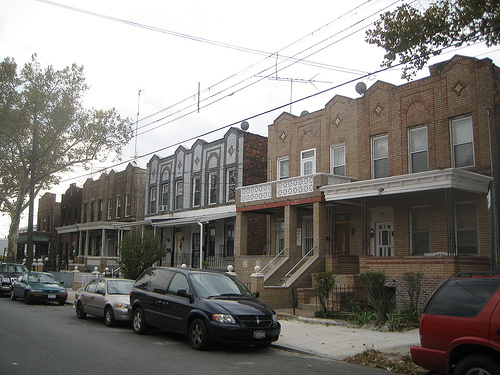
casas típicas em East New York

East New York (conhecido como E.N.Y. ou The East) é um bairro residencial localizado no "borough" de Brooklyn, em Nova Iorque. O bairro faz parte do chamado "Brooklyn Community Board 5 (Conselho da Comunidade)". A sua fronteira, em sentido horário é: Cemitério de Cypress Hills ao norte, distrito de Queens a leste, Jamaica Bay ao sul e a ferrovia próximo da Avenida Van Sinderen a oeste. 

## Demografia
East New York tem uma população aproximada de 90.000 habitantes. Mais da metade da população vive abaixo da linha da pobreza e recebem assistência do governo. Grande parte da população é composta por Afrodescendentes e origem Porto-riquenha.